# Helena, Alabama
Helena är en stad (city) i Jefferson County, och  Shelby County, i delstaten Alabama, USA. Enligt United States Census Bureau har staden en folkmängd på 17 008 invånare (2011) och en landarea på 52,7 km².